# Русский самовар
«Русский самовар» (англ. Russian Samovar или просто «Самовар») — ресторан русской кухни и культурный центр, расположенный на Манхэттене (256 West 52 Str.). Основан русскими эмигрантами третьей волны. Владелец ресторана — Лариса Каплан.
Это не просто ресторан в общепринятом смысле этого слова, это ещё и своеобразный музей, клуб, где постоянно проходят представления книг на русском языке и выставок. Существует с 1986 года.

## История
Зима. Что делать нам в Нью-Йорке?

Он холоднее, чем луна.

Возьмём себе чуть-чуть икорки

и водочки на ароматной корке…

Согреемся у Каплана.
Входи сюда, усталая мужчина,

И отдохни от чужеземных свар.

Нам целый мир покажется чужбиной,

Отечество нам «Русский самовар»!
Забудем всё. Забудем горечь.

Мы в „Самоваре“. Ростропович.
Ну и не надо шума-грома.
 Есть „Самовар“. А в нём есть Рома».
Основатель ресторана Роман Каплан, приехав в Нью-Йорк, первое время трудился швейцаром, затем работал в художественной галерее Нахамкина. Как он сам вспоминал: «В 6 часов наша галерея закрывалась, но никто не хотел расходиться. Я жил напротив, и все художники шли ко мне. Каждый день». Жена Каплана Лариса подавала гостям к столу, мыла посуду… Через семь лет Лариса вконец измучилась и как-то в сердцах бросила мужу: «Если ты хочешь кормить и поить своих друзей каждый вечер, открой ресторан».
Место выбрано не случайное: 52-я улица была в своё время центром джазовой культуры, а в доме, где находится ресторан, жил Фрэнк Синатра. Создателями вместе с Романом Капланом были поэт Иосиф Бродский и звезда мирового балета Михаил Барышников, и на покупку бизнеса пошла часть Нобелевской премии Иосифа Александровича Бродского.
Идея Каплана заключалась в том, чтобы собрать вокруг думающих, творческих людей одного уровня. Так он рассказал «Радио Свобода»:

Я уехал рано — в 1972 году, поэтому мое представление вообще о ресторанах было полностью построено на моем советском опыте, опыте моей советской жизни. Я, например, в простые рестораны практически и не ходил. … Ну, в общем, я не могу сказать, чтобы ресторан считался дорогим, он — средний ресторан. Он не дешёвый, но и не безумно дорогой. В Москве есть гораздо более дорогие рестораны. … У нас демократичный ресторан, и мы пускаем и приветствуем всех, кто сюда приходит. Поэтому среди них бывают и очень крупные люди, очень богатые люди. 
О трудностях, которые испытывал ресторанный бизнес в Нью-Йорке, Каплан поделился с газетой «Новые Известия»:

Роман Каплан: «Русский самовар» — это своеобразный центр русских людей, разделенных океаном с родиной. Один мой друг сказал, что здесь «намоленное место». Хотя мы переживали порой не лучшие времена. Вести ресторанный бизнес в Нью-Йорке дело очень трудное, по-моему, я им так и не овладел в совершенстве. … В 87-м, летом, не было денег. Полный развал, все было ужасно. Я не спал ночами. Включил радио: в шесть утра объявили, что Бродский стал лауреатом Нобелевской премии. Удивительный был день! Тогда-то я и позвонил Иосифу, говорю: ты теперь богатый… Боялся, что если одолжусь у него, то отдать не смогу. Предложил партнёрство. Бродский связался с Мишей Барышниковым. Так мы все и стали совладельцами…

По словам Романа Каплана, в его ресторане подаются блюда, которые он может приготовить самостоятельно, а также блюда, приготовленные по рецептам посетителей:

Мы делаем свои разносолы, квашеную капусту, солёные огурцы, холодец и рыбец с хреном. Что касается супов, то щи я делаю исключительно сам, никого не подпускаю. Борщ у нас двух видов: холодный, который придумал Юз Алешковский, и традиционный — горячий с мясом и пирожком. Пирожки у нас двух видов: с капустой и с мясом. С капустой экстраординарные, с мясом — обычные, как в Москве. Я всегда любил готовить, поскольку часто в детстве голодал, ведь я ребёнок блокадного Ленинграда. … Водку на хрене меня научил делать художники Комар и Меламид. А Слава Ростропович дал мне рецепт чесночной водки или, как он её называет, — пейсаховки. …

Стены ресторана украшены фотографиями, рисунками и автографами побывавших здесь посетителей, среди которых немало самых знаменитых артистов и художников из России и бывшего Советского Союза, среди которых рисунки Михаила Шемякина. Свои автографы оставили Иосиф Бродский, Сергей Довлатов, Белла Ахмадулина, Булат Окуджава, Галина Вишневская, Мстислав Ростропович, Фазиль Искандер, Евгений Евтушенко, Соломон Волков и многие другие.
Роман Каплан рассказывал о своих друзьях в интервью журналу «Чайка»:

Я давно знал Бродского и обратился к нему за помощью. Иосиф вместе с Мишей Барышниковым решили мне помочь. Они внесли деньги, а я им отдал какую-то долю от этого ресторана. Но, кроме того, что они помогли мне денежками, они, прежде всего, помогали мне своими выдающимися именами. Они часто бывали у меня, публика, естественно, их узнавала, причём особой популярностью пользовался не столько Иосиф, сколько Михаил Барышников. Он был лицом узнаваемым, снимался в кинофильмах. А Иосиф приходил скромно, садился с правой стороны за последний стол. 
Александр Генис: 

«Русский самовар» — единственное место не только в Америке, но и в мире, где можно услышать на виолончели Шостаковича, а на скрипке Баха. Послушать, как Энтони Хект и Сюзан Зонтаг читают стихи русских поэтов. Я считаю, что «Русский самовар» — это наша гордость. Здесь на стенах висят картины лучших художников, поэты читают стихи, сюда приходят знаменитые актёры, музыканты, спортсмены. Каждый раз, когда мои друзья из Москвы приезжают сюда и просят повести их в самое знаменитое место в Манхэттене, я веду их в «Русский самовар». Роман Каплан создал уникальное заведение, лишенное пошлости. Здесь происходит самое главное — общение.
Писатель Анатолий Найман посвятил истории ресторана свою книгу — «Роман с „Самоваром“».
Ресторан открыт для всех, хотя среди его посетителей немало знаменитых на весь мир деятелей культуры, спортсменов, политиков, притом не только русских (гостями были Лайза Миннелли, Барбара Стрейзанд, Джек Леммон, Мишель Легран, Жерар Депардьё, Милош Форман), однако он не является закрытым, как подобные заведения в Москве, сюда может прийти любой человек.
В 2018 года «Русский самовар» прошёл процедуру реорганизации согласно главе 11 Кодекса США о банкротстве.